# Lofotodden-Nationalpark
Der Lofotodden-Nationalpark (norwegisch Lofotodden nasjonalpark) ist ein 99 km² großer Nationalpark in Nordnorwegen. Der Park liegt im südlichen Teil der Lofoten in der Provinz Nordland und gehört zu den Gemeinden Moskenes und Flakstad. 13 km² des Parks bestehen aus Wasserfläche. Der Park wurde am 9. Juni 2019 eröffnet.
Der Park wurde gegründet zum Schutz eines großen Naturraums mit einer unverwechselbaren natürlichen Vielfalt unter besonderer Berücksichtigung von Landschaften ohne große Eingriffe in die Natur, von Lebensräumen, Arten und geologischen Ablagerungen.